# Uckermann-Bendeleben

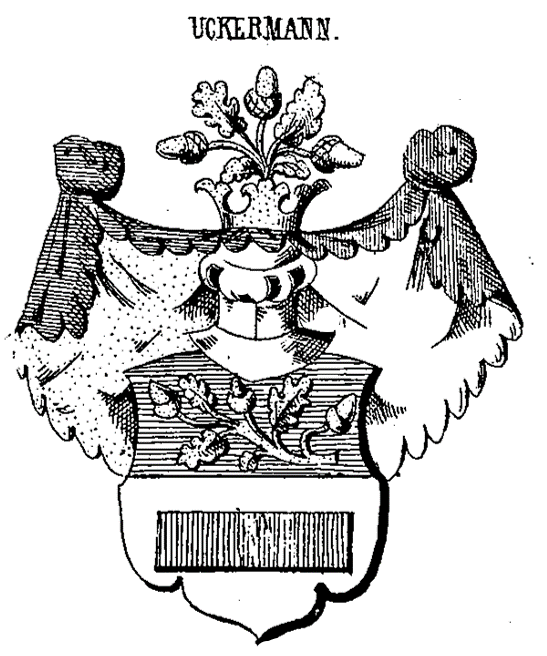
Wappen derer von Uckermann bei Johann Siebmacher

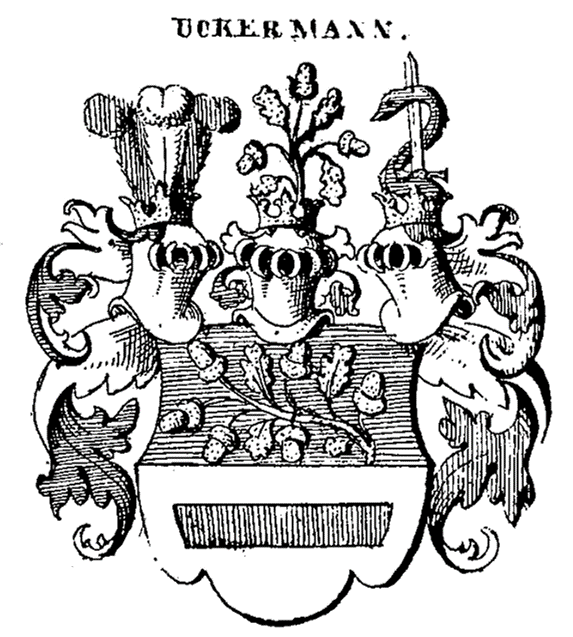
Wappen der Freiherren von Uckermann (1770)

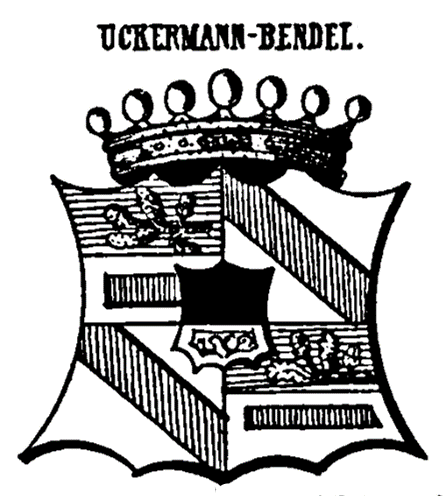
Wappen derer von Uckermann-Bendeleben (1840)

Uckermann-Bendeleben ist eine ursprünglich aus Bremen stammende Familie, die 1769 als von Uckermann in den Adelsstand und im darauffolgenden Jahr in den Freiherrenstand erhoben wurden. Seit 1840 führt die Familie den Doppelnamen Uckermann-Bendeleben, wobei Familienvertreter auch auf Namensteile verzichteten oder diese vertauschten.
Es besteht keine Stammverwandtschaft zu den auch wappenverschiedenen pommerschen von Uckermann.

## Geschichte
Bereits 1705 war ein Vertreter der Familie von Uckermann im Besitz des Schlosses Bendeleben, das die dort seit 1430 ansässige thüringische Adelsfamilie von Bendeleben aufgrund von Schulden verkaufen musste. Der hessen-kassel'sche Geheime Kriegsrat Johann Jacob von Uckermann wurde aufgrund seiner Verdienste am 10. Februar 1769 in den Reichsadel- sowie am 31. Dezember 1770 in den Reichsfreiherrenstand erhoben. Fürst Günther Friedrich Carl von Schwarzburg-Sondershausen erteilte am 27. November 1840 den Freiherren von Uckermann die erbetene Genehmigung der Führung des Namens und Wappens des zu diesem Zeitpunkt bereits ausgestorbenen Herren von Bendeleben. Die Publikation des Diploms erfolgte am 3. Juli 1841.

## Persönlichkeiten
- Johann Jacob von Uckermann (1718–1781), Geheimer Kriegsrat, zuletzt Geheimer Rat und Generalpostintendant, in Thüringen und Sachsen begütert
- Johann Jacob Freiherr von Uckermann (1763–1836), sächsischer Major, verkaufte 1830 die sächsischen Güter, behielt nur Bendeleben in Schwarzburg-Sondershausen
- Karl Freiherr von Uckermann-Bendeleben (1803–1877), Oberhofmeister und Hofmarschall des Fürsten zu Schwarzburg-Sondershausen, auch sächsischer Rittmeister a. D.
- Otto Freiherr von Bendeleben-Uckermann (1804–1855), Erb-, Lehn- und Gerichtsherr auf Bendeleben, Mitglied des Landtags des Fürstentums Schwarzburg-Sondershausen
- Ottfried von Bendeleben (1836–1908), Leiter der Western Telegraph Expedition von 1865; die Bendeleben Mountains wurden nach ihm benannt
- Horst von Uckermann (1891–1961), deutscher Generalmajor[2]
- Walther Freiherr von Uckermann (1907–1945), Oberst, Person des 20. Juli 1944
- Eckart Freiherr von Uckermann (* 1945), deutscher Jurist

## Wappen
- Blasonierung des Stammwappens: Geteilt von Blau und Silber. Oben ein goldener Eichzweig mit Früchten und Blättern, unten ein freischwebender roter Balken. Auf dem gekrönten Helm der Eichzweig. Die Helmdecken sind rechts blau-golden, links rot-silbern.
- Blasonierung des Freiherrenwappens (1770): Der Schild wie beim Stammwappen, ebenso der mittlere (II.) von drei Helmen. Gekrönter Helm I. drei Straußenfedern rot-silbern-rot, gekrönter Helm III. ein blankes Schwert, um das sich einen blaue Schlange windet. Die Helmdecken sind rechts blau-silbern, links rot-silbern. Als Schildhalter zwei natürliche Löwen, von denen der links eine natürliche Keule über der Achsel trägt.
- Blasonierung des Wappens derer von Uckermann-Bendeleben (1840): Geviert mit von Schwarz und Silber geteiltem Herzschild (Bendeleben). Felder 1 und 4 das Stammwappen derer von Uckermann. Felder 2 und 3 in Silber ein roter Schrägrechtsbalken. Auf dem Schild eine Freiherrnkrone.